# Apiosporina
Genre
Apiosporina est un genre de champignons de la famille des Venturiaceae.

## Liste des espèces
Selon MycoBank (25 août 2023) :
- Apiosporina collinsii (Schwein.) Höhn., 1910
- Apiosporina corni (Sowerby) Petr., 1925
- Apiosporina coronata (Speg.) Bat., 1960
- Apiosporina fallax Petr., 1927
- Apiosporina harunganae Hansf., 1947
- Apiosporina morbosa (Schwein.) Arx, 1954

## Systématique
Le nom correct complet (avec auteur) de ce taxon est Apiosporina Höhn., 1910.
Apiosporina a pour synonymes :
- Parodiodia Bat., 1960

### Publication originale
- (de) F. von Höhnel, « Fragmente zur Mykologie: X. Mitteilung (Nr. 468 bis 526) », Sitzungsberichte der Kaiserlichen Akademie der Wissenschaften Math.-naturw. Klasse Abt. I., vol. 119,‎ 1910, p. 393-473